# SRPRB
SRPRB‏ (SRP receptor subunit beta) هوَ بروتين يُشَفر بواسطة جين SRPRB في الإنسان.